# Sant Pere del Pont d'Orrit
Sant Pere del Pont d'Orrit és una església de Tremp (Pallars Jussà) protegida com a Bé Cultural d'Interès Local.

## Descripció
L'actual església de Sant Pere substitueix l'antiga església parroquial romànica situada al poble vell i també advocada a Sant Pere.
L'església està configurada a mode de capella, amb una única nau i amb espadanya. Les façanes estan arrebossades i en el frontis de ponent trobem la porta d'accés d'arc de mig punt, un petit òcul i l'espadanya amb dos ulls de grans dimensions.